# Melipona
Melipona és un gènere d'himenòpters apòcrits de la família dels àpids (Apidae). Estan distribuïdes en zones càlides del Neotròpic des de Sinaloa i Tamaulipas (Mèxic) a l'Argentina (províncies de Tucumán i Misiones).
Diverses espècies tenen interès en apicultura, ja que produeixen mel tot i que en menor proporció que la de les abelles de la mel (Apis mellifera). Les abelles Melipona són bones pol·linitzadores de la vainilla (Vanilla planifolia) i, com que són de mida petita i no tenen fibló, es fan servir per pol·linitzar cultius sota hivernacle com les pebroteres (Capsicum spp.). D'altra banda l'espècie anomenada irapuá (M. ruficrus) és considerada com una plaga en els cítrics.

## Alguns tàxons
El gènere Melipona inclou 74 espècies, moltes amb noms vernacles:
- Melipona beecheii Bennet
- Melipona bicolor (Lepeletier, 1836) – Guarupu, guaraipo
- Melipona compressipes – Tiúba
  - Melipona compressipes manaosensis – Jupará
- Melipona fasciata Latreille
- Melipona fuscipes (Latreille, 1811) –
- Melipona fuliginosa (Latreille, 1811) – Manduri-preto
- Melipona interrupta – Jandaíra
- Melipona marginata Lepeletier, 1836 – Manduri, manduri menor, mandurim, minduri, gurupu-do-miúdo, taipeira
- Melipona mimetica
- Melipona quadrifasciata (Lepeletier) – Mandaçaia, amanaçaia, manaçaia, "uruçu"
  - Melipona quadrifasciata anthidioides
- Melipona quinquefasciata (Lepeletier) – Mandaçaia-da-terra, mandaçaia-do-chão, uruçu-do-chão
- Melipona ruficrus – Irapuá
- Melipona rufiventris (Lepeletier) – Uruçu-amarela, tuiuva, tujuba, bugia
  - Melipona rufiventris paraensis – Uruçu-boca-de-ralo
- Melipona scutellaris Latreille, 1811 – Uruçu-nordestina, "uruçu"
- Melipona seminigra
  - Melipona seminigra merrillae – Jandaíra
- Melipona subnitida Ducke